# 荷知王
荷知王（?—?），伽倻之大伽耶（加罗国）第8代王（在位:479年左右）。
中国南北朝南朝齐建元元年（479年），加罗国王荷知遣使到建康（今江苏省南京市）朝献。齐高帝萧道成下诏：“量广始登，远夷洽化。加罗王荷知款关海外，奉贽东遐。可授辅国将军、本国王。”